# Ебергард фон Танн-Ратсамгаузен
Імперський барон Ебергард Август Гуго Рудольф фон унд цу Танн-Ратсамгаузен (нім. Eberhard August Hugo Rudolf Reichsfreiherr von und zu der Tann-Rathsamhausen; 2 травня 1885, Аугсбург — 3 лютого 1943, Мюнхен) — німецький офіцер, генерал-майор вермахту.

## Біографія
Виходець із давнього баварського роду. Син Королівського камергера. Після служби в баварському суді і навчання в кадетському училищі 9 липня 1904 року поступив на службу в Баварську армію. Учасник Першої світової війни. В 1919 році — член фрайкору Еппа. 31 грудня 1920 року звільнений у відставку. З 1 січня 1926 року — офіцер земельної оборони, з 1 травня 1935 року — офіцер служби комплектування.
26 серпня 1939 року призначений першим офіцером  Генштабу заступника командира 8-го армійського корпусу і командувача 8-м військовим округом. З 25 жовтня 1940 року — начальник генштабу заступника командира 18-го армійського корпусу. 1 квітня 1941 року прийнятий на дійсну службу. Восени 1942 року у Танна діагностували рак легені. В листопаді 1942 року переведений у резерв ОКГ. 3 лютого 1943 року помер від раку. 5 лютого похований із військовими почестями на Східному цвинтарі Мюнхена.

## Звання
- Фенріх (9 липня 1904)
- Лейтенант (25 серпня 1906)
- Оберлейтенант (25 серпня 1913)
- Гауптман (19 травня 1916)
- Майор запасу (21 лютого 1921)
- Співробітник земельної оборони (1 січня 1926)
- Майор на дійсній службі в земельній обороні (1 жовтня 1933)
- Майор служби комплектування (5 березня 1935)
- Оберстлейтенант служби комплектування (1 травня 1935)
- Оберст служби комплектування (1 серпня 1938)
- Оберст (1 квітня 1941)
- Генерал-майор (1 липня 1942)

## Нагороди
- Медаль принца-регента Луїтпольда
- Орден Корони (Пруссія) 4-го класу
- Залізний хрест 2-го і 1-го класу
- Орден «За військові заслуги» (Баварія) 4-го класу з короною і мечами
- Хрест «За військові заслуги» (Австро-Угорщина) 3-го класу з військовою відзнакою
- Орден Франца Йосифа, лицарський хрест
- Орден дому Ліппе, почесний хрест 3-го класу
- Почесний хрест ветерана війни з мечами
- Медаль «За вислугу років у Вермахті» 4-го, 3-го, 2-го і 1-го класу (25 років)
- Медаль «У пам'ять 13 березня 1938 року»
- Орден Меча, лицарський хрест (Швеція)
- Медаль «У пам'ять 1 жовтня 1938»
- Хрест Воєнних заслуг 2-го і 1-го класу з мечами
- Медаль «За зимову кампанію на Сході 1941/42»